# استخدام الإنسان للنباتات

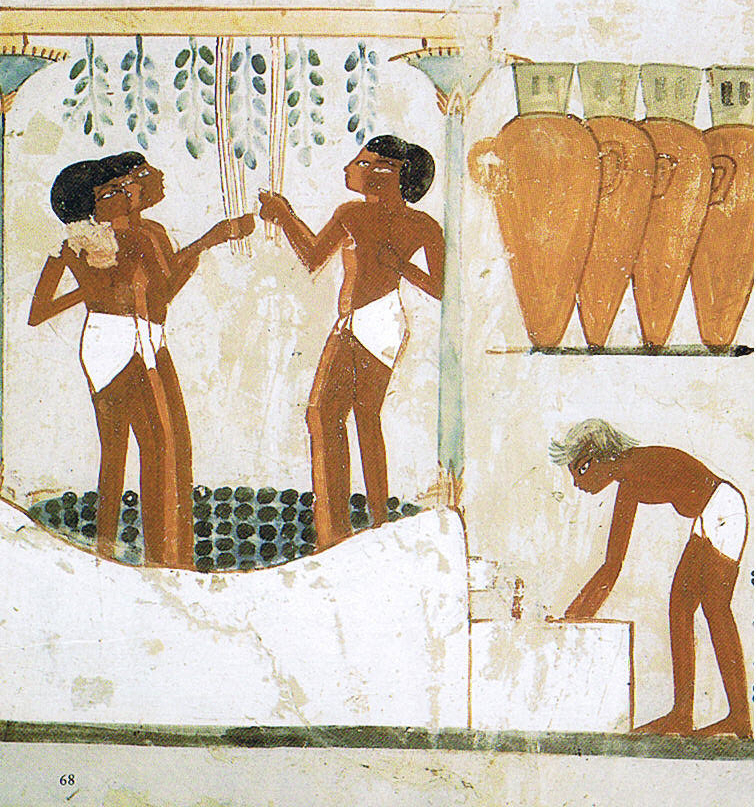
درس العنب لاستخلاص العصير منه من أجل صناعة النبيذ وتخزينه في جرار. مقبرة ناخت، الأسرة الثامنة عشر، طيبة، مصر القديمة.

يشتمل استخدام الإنسان للنباتات على استخدامات عملية مثل الحصول على الطعام واللباس والدواء، وعلى استخدامات رمزية كما في الفن والميثولوجيا والأدب. يعتبر الاعتماد على الزراعة في توفير الغذاء أساس تشكل الحضارات. تدعى دراسة استخدامات النباتات من قبل السكان الأصليين بعلم النبات الشعبي، بينما يركز علم النبات الاقتصادي على النباتات المزروعة الحديثة. تُستَخدم النباتات في الطب وتوفر العديد من الأدوية من الأزمنة الأولى حتى الوقت الحاضر، وكمواد أولية للعديد من المنتجات الصناعية بما في ذلك الأخشاب والورق وكذلك مجموعة واسعة من المواد الكيميائية. تُقدِّم النباتات المتعة لملايين البشر من خلال زراعة الحدائق.
تلعب النباتات دورًا هامًا في الفن والميثولوجيا والدين والأدب والأفلام، وتعطي دلالات رمزية مثل الخصوبة والنمو والنقاء وإعادة الخلق. تقدم النباتات موضوعات عدة في مجال العمارة والفنون الزخرفية، مثل الأرابسك الإسلامي ومنحوتات الزخارف النباتية تيجان أعمدة النظام الكورنثي.

## السياق
تتألف الثقافة من السلوك الاجتماعي والأعراف الموجودة في المجتمعات البشرية والتي تنتقل عبر التعلم الاجتماعي. تتضمن الكليات الثقافية في جميع المجتمعات البشرية أشكالًا تعبيرية مثل الفن والموسيقا والرقص والطقوس والديانات، والتقنيات مثل استخدام الأدوات والطبخ والمأوى واللباس. يغطي مفهوم الثقافة المادية التعبير الفيزيائي مثل التكنولوجيا والعمارة والفن بينما تتضمن الثقافة غير المادية مبادئ تنظيم المجتمع والمنهجيات والفلسفات والأدب والعلم. يشرح هذا المقال الأدوار التي يلعبها النبات الثقافة البشرية.

## الاستخدامات العملية

### الغذاء
يعتمد البشر على النباتات في الحصول على الغذاء، سواءً بشكلٍ مباشر أو عن طريق تغذية الحيوانات المُستأنَسة. تتعامل الزراعة مع إنتاج المحاصيل الغذائية، ولعبت دورًا أساسيًا في تاريخ الحضارات العالمية. تشتمل الزراعة على علم المحاصيل الحقلية الذي يتعامل مع المحاصيل القابلة للزراعة، وعلم البستنة الذي يتعامل مع الخضار والفواكه، وعلم الحراج الذي يتعامل مع إنتاج الأخشاب. يستخدم ما يقارب 7,000 نوعٍ نباتي للحصول على الطعام، رغم أننا نحصل على غالبية الطعام اليومي من 30 نوع فقط. تتمثل الأغذية الرئيسي بالحبوب مثل الأرز والقمح والجذور والدرنات النشوية مثل البفرة والبطاطا، والبقوليات مثل البازلاء والفاصولياء. توفر الزيوت النباتية مثل زيت الزيتون الدهون، بينما نحصل على الفيتامينات والمعادن من خلال تناول الخضروات والفواكه.

### في الصناعة
النباتات المزروعة على شكل محاصيل صناعية هي مصدر واسع للمنتجات المُستخدمة في التصنيع، ويحدث ذلك أحيانًا بشكل مكثف مشكلًا خطرًا على البيئة. تشتمل المنتجات غير الغذائية الزيوت العطرية والصبغات الطبيعية والملونات والشموع والراتنج والعفص والقلويدات والعنبر والفلين. تتضمن المنتجات المشتقة من النباتات الصابون والشامبو والعطور ومستحضرات التجميل والطلاء والورنيش والتربنتين والمطاط واللثى (Latex) والمرطبات واللينوليوم (مشمِّع الأرض) والمواد البلاستيكية والحبر والصمغ. يشتمل الوقود المتجدد المشتق من النباتات على الحطب والخث وأنواع الوقود العضوي الأخرى. يشتق الوقود الأحفوري والفحم الحجري والنفط من بقايا الأحياء المائية بما فيها العوالق النباتية في العصور الجيولوجية.
تُستَخدم مواد البناء والألياف المستخرجة من النباتات في بناء المساكن وصناعة الملابس. لا يقتصر استخدام الخشب على البناء وصناعة القوارب والأثاث بل يتعداه إلى صناعة الأشياء الصغيرة مثل الآلات الموسيقية والمعدات الرياضية. يُعجن الخشب بهدف صناعة الورق والكرتون. تُصنع الملابس عادًة من القطن والكتان والرامي ومن الألياف الصناعية مثل الرايون والأسيتات المشتقان من سيللوز النباتات. يصنع جزء كبير من الخيوط المستخدمة في حياكة الملابس من القطن.
النباتات هي المصدر الرئيسي للمواد الكيميائية الأساسية، التي تُستخدم لتأثيراتها الدوائية والفيزيولوجية ولاصطناع مجموعة واسعة من المركبات الكيميائية العضوية.

### في الطب
تُستَخرج مئات الأدوية من النباتات، سواءً في الطب الشعبي أو في التداوي بالأعشاب وتستخدم المواد الكيميائية المستخلصة من النباتات التي اكتُشفت لأول مرة فيها ويكون ذلك أحيانًا من خلال البحث في الطب الشعبي، وتُصطنَع عضويًّا من أجل استخدامها في الطب الحديث. تتضمن الأدوية الحديثة المشتقة من النباتات الأسبرين والباكليتاكسيل والمورفين والكينين والريزيربين والكولشيسين والديجيتاليس والفينكريستين. تتضمن النباتات المُستخدمة في التداوي بالأعشاب الجنكة والقنفذية وأقحوان زهرة الذهب والعرن المثقوب. يصف دستور الأدوية لديسقوريدوس المؤلف بين عامي 50 و70 ميلادي 600 نبات طبي، وبقي الكتاب قيد الاستخدام في أوروبا والشرق الأوسط حتى عام 1600، وكان سلفًا لجميع دساتير الأدوية الحديثة.

### للمواد الكيميائية
تُستخلص مبيدات حشرية من النباتات من ضمنها النيكوتين والروتينون والسركنين والبيرثرين. تحتوي النباتات مثل التبغ والقنب والأفيون والكوكا مواد كيميائية ذات مفعول نفسي. تضمن السموم المستخرجة من النباتات الأتروبين والريسين ومركبات الشوكران والكورار، ويوجد للعديد منها استخدامات طبية.

### في زراعة الحدائق
تُزرع آلاف الأنواع النباتية لأغراض جمالية إضافة إلى توفير الظل وتعديل الحرارة وتقليل الرياح تخميد الضجيج وتوفير الخصوصية ولمنع تعرية التربة. النباتات هي الأساس في حركة سياحية تعود بأرباحٍ قيمتها عدة مليارات من الدولارات في السنة، وتتضمن السفر إلى الحدائق التاريخية والمنتزهات الوطنية والغابات المطيرة والغابات ذات الأوراق الملونة في الخريف والمهرجانات مثل مهرجانيّ أزهار الكرز في أمريكا واليابان. تُزرع بعض الحدائق بمحاصيل غذائية، بينما تزرع العديد منها لأغراض جمالية وتزيينية وللحفظ الحيوي.
المشجَّرات والحدائق النباتية هي مجموعات نباتات حية مُتاحة للعامة. تُستخدم في الحدائق الخارجية الخاصة المروج العشبية، وأشجار الظل، وأشجار الزينة، وشجيرات، ونباتات متسلقة، ونباتات عشبية معمرة ونباتات طباقية. يمكن أن تُترك نباتات الحدائق لتنمو على شكلها الطبيعي، أو قد تُشكَّل وتهذَّب كما في التوبياري (topiary) والعرائش. زراعة الحدائق من النشاطات الأكثر شعبية، ويفيد العمل مع النباتات أو البستنة العلاجية في إعادة تأهيل الأشخاص ذوي الإعاقة. قد تُزرع النباتات أو توضع ضمن البيوت مثل النباتات المنزلية، أو في أبنية خاصة مثل البيوت الزجاجية التي تكون مصممة لزراعة النباتات الحية والعناية بها. من الأمثلة على النباتات التي تباع كنباتات زينة خناق الذباب والميموزا المستحية ونباتات النُّشور.
توجد أيضًا أشكال فنية متخصصة في تشكيل النباتات المقطوعة أو الحية، مثل البونساي (Bonsai) والإيكيبانا (Ikebana) وترتيب الأزهار المقطوفة أو المجففة. غيرت نباتات الزينة مجرى التاريخ في بعض الأحيان، كمثال على ذلك حمى التوليب.

### في العلم
أُجريت البحوث العلمية البيولوجية الأساسية غالبًا على النباتات. في علم الوراثة، سمَحت تربية نبات البازلاء للعالم غريغور مندل باستنباط القوانين الأساسية للوراثة. وسمح فحص الكروموسومات في الذرة الصفراء للعالمة باربرا مكلينتوك بإثبات صلتها بالصفات الموروثة. يُستخدَم نبات رشاد أذن الفأر (الاسم العلمي: Arabidopsis thaliana) في المختبرات كنموذج حي لفهم كيفية تحكم الجينات بنمو وتطور الهياكل النباتية. تتوقع ناسا أن المحطات أو المستعمرات الفضائية ستعتمد يومًا ما على النباتات في أنظمة دعم الحياة.
أدى التقدم العلمي في مجال الهندسة الوراثية إلى تحسين المحاصيل. يُدخِل التعديل الوراثي صفات جديدة للنباتات والتي لا تمتلكها بشكل طبيعي. يمكن أن يحقق ذلك فوائد مثل تخفيض استخدام المبيدات الضارة عن طريق إضافة صفات مثل مقاومة الحشرات وتحمل مبيدات الأعشاب.

### البنى الحية
تُستغل ميزة التطعيم في الأشجار أحيانًا في تشكيل الأشجار لإنشاء جسور حية من الجذور في ولايتي ميغالايا وناغالاند في الهند وفي جزيرتي سومطرة وجاوة في إندونيسيا. تُستخدم الجذور الهوائية لنبات التين المطاطي (الاسم العلمي: Ficus elastica) لبناء جسور معلقة فوق الجداول في الجبال.